# Bruno Bernard Heim
Bruno Bernard Heim (Olten, 5 marzo 1911 – Olten, 18 marzo 2003) è stato un arcivescovo cattolico svizzero, araldista ufficiale del Vaticano.

## Biografia
Monsignor Bruno Bernard Heim nacque a Olten, in Svizzera, il 5 marzo 1911 ed era figlio del capostazione Bernard e di sua moglie, Elisabeth Heim-Studer. Il suo talento artistico si dimostrò sin dalla più giovane età e a 16 anni illustrò un libro edito da un suo professore con stemmi araldici. Questi divennero subito uno dei suoi soggetti preferiti.

### Formazione e ministero sacerdotale
Nel 1934 ottenne il dottorato in filosofia presso il Pontificio istituto internazionale "Angelicum" di Roma e si recò poi a Friburgo in Brisgovia e a Soletta per studiare teologia.
Il 29 giugno 1938 fu ordinato presbitero per la diocesi di Basilea e Lugano nella cattedrale di Soletta. Divenne poi curato in due parrocchie svizzere. Nel 1942 fece ritorno a Roma per proseguire gli studi alla Pontificia accademia ecclesiastica, l'istituto che forma i diplomatici della Santa Sede. In seguito tornò nuovamente in Svizzera dove assunse la cura pastorale dei rifugiati polacchi e italiani. Nel 1946 ottenne il dottorato in diritto canonico presso la Pontificia Università Gregoriana.
La carriera diplomatica di padre Heim iniziò nel gennaio del 1947 quando venne assegnato alla nunziatura apostolica di Parigi, divenendo quindi segretario dell'allora arcivescovo Angelo Roncalli, futuro papa Giovanni XXIII. Rimase a Parigi per quattro anni, durante i quali si dedicò anche allo studio dell'araldica rinascimentale. Questi anni furono cruciali sia per la sua formazione professionale che per quella artistico-scientifica, infatti l'influenza di monsignor Roncalli, improntata alla semplice ma sostanziale essenzialità, fu decisiva oltre che sul piano relativo alla sua missione anche su quello della produzione araldica. In quegli anni egli si affermò come principale riferimento per la creazione dei nuovi stemmi ecclesiastici, dedicandosi a "bonificare" quelli della Curia romana e delle diocesi europee da inutili e antiestetici orpelli. È di quegli anni la pubblicazione della sua prima opera: Wappenbrauch un Wappenrecht in der Kirche (Olten, 1947), tradotto successivamente in francese come Coutumes et droits héraldiques de l’Église (Parigi, 1949).
Nel 1951 venne trasferito come consigliere alla nunziatura apostolica di Vienna. Nel 1954 a seguito della chiamata a Roma di monsignor Aloysius Joseph Muench, venne nominato incaricato d'affari della nunziatura apostolica nella Repubblica Federale di Germania. Guidò la nunziatura fino al 9 dicembre 1959, quando venne nominato monsignor Corrado Bafile.

### Ministero episcopale
Il 9 novembre 1961 papa Giovanni XXIII lo nominò arcivescovo titolare di Xanto e delegato apostolico in Scandinavia. Ricevette l'ordinazione episcopale il 10 dicembre successivo nella cattedrale di Soletta dal vescovo di Basilea e Lugano Franziskus von Streng, co-consacranti il vescovo ausiliare di Münster Heinrich Tenhumberg e il vescovo di Copenaghen Johannes Theodor Suhr. Partecipò al Concilio Vaticano II.
Il 16 febbraio 1966 venne nominato anche pro-nunzio apostolico in Finlandia. Il 7 maggio 1969 venne trasferito all'incarico di pro-nunzio apostolico in Egitto.
Il 16 luglio 1973 papa Paolo VI lo nominò delegato apostolico in Gran Bretagna. Questa nuova sede aveva per monsignor Heim un significato doppiamente rilevante, sia per la sua importanza diplomatica sia perché egli considerava la Gran Bretagna come la culla dell'araldica. Nella sua prima visita al Collegio Araldico, dopo aver mostrato alcune delle sue opere, uno degli araldi gli disse scherzosamente che se il Vaticano avesse chiuso i battenti egli avrebbe sicuramente trovato un lavoro presso di loro.
Egli condusse molto scrupolosamente la sua nuova missione, durante la quale ebbe un ruolo decisivo nel 1976, alla morte del cardinale Heenan, nella nomina del nuovo arcivescovo di Westminster, che sarebbe stato anche Primate d'Inghilterra e, quasi di diritto, cardinale. Tra i vari candidati egli perorò la scelta del monaco benedettino Basil Hume, allora abate di Ampleforth, e fu lo stesso monsignor Heim a consacrarlo arcivescovo il 25 marzo 1976. La sua fu la scelta giusta, vista la grande figura carismatica che il cardinale Hume incarnò negli oltre vent'anni del suo apostolato per l'Inghilterra cattolica. Insieme, Heim e Hume, svolsero un ruolo fondamentale nell'avvicinamento della chiesa cattolica a quella anglicana. Il primo vide coronata la sua opera dall'istituzione della nunziatura apostolica nel 1982, dopo la visita in Inghilterra di papa Giovanni Paolo II di quell'anno. Monsignor Heim divenne così storicamente il primo ambasciatore ufficiale del Vaticano alla corte inglese dopo la riforma anglicana.
Negli anni della sua missione londinese monsignor Heim confermò la sua fama di amabile anfitrione per i suoi ospiti, qualità questa fondamentale per un diplomatico di razza, della quale gli fu maestro il nunzio Roncalli. Famosi restano i suoi cocktail che preparava personalmente. Uomo piccolo e grassoccio con un caldo senso dell'umorismo, monsignor Heim divenne molto amico della regina madre Elizabeth Bowes-Lyon. Con lei si dilettava in cene private e cucinava per lei nella sua residenza a Wimbledon. Apprezzava il senso dell'umorismo britannico e quando gli fu chiesto dove fosse Xanthos, la città sede della diocesi soppressa di cui era titolare, rispose: "La maggior parte è nel British Museum!".
Nel luglio del 1985 papa Giovanni Paolo II accettò la sua rinuncia all'incarico per raggiunti limiti di età. Si ritirò nel suo paese natale ma ritornò sovente nelle capitali in cui aveva svolto la sua attività per incontrare gli innumerevoli vecchi amici. Si manteneva attivo negli studi di araldica, cucinando e progettando cartoline di Natale.
Nel maggio del 2002 fu colpito da un ictus. Morì a Olten il 18 marzo 2003. È sepolto nel cimitero di Neuendorf.

## Gli studi di araldica
Quando Heim venne inviato a Vienna nel 1951, egli continuò a mantenere profondi contatti con l'arcivescovo Roncalli il quale gli commissionò il suo nuovo disegno quale patriarca di Venezia. Quando Roncalli venne eletto papa nel 1958, egli chiese nuovamente a Heim di disegnare il suo stemma papale e gli chiese di assumere la carica di segretario araldico del Vaticano, carica che egli ad ogni modo rifiutò perché, a suo avviso, l'araldica è una questione di buon gusto e talento artistico e un buon esempio e la persuasione possono più che la coercizione e i regolamenti. Secondo lui inoltre delle regole rigorose migliorerebbero anche l'espressione araldica. Il metodo scelto da Heim e dal Papa era di consigliare i nunzi nei vari paesi nella speranza che l'esempio di uno stemma bello e araldicamente corretto del nunzio inducesse e ispirasse il clero nel modo giusto. Un metodo che si adattava bene allo stile del diplomatico affascinante ma ugualmente persuasivo e persistente. Questa strategia ebbe un grande successo e scrittori autorevoli come Peter Bander van Duren parlano di una "rinascita dell'araldica ecclesiastica". Di conseguenza, molti cardinali, vescovi e prelati cercarono il consiglio di Heim e alcuni lo incaricarono di riprogettare le loro armi. Nel corso degli anni progettò gli stemmi papali da Giovanni XXIII a Giovanni Paolo II, e creò e dipinse quelli di circa tremila tra patriarchi, cardinali, prelati e corporazioni religiose. Era membro di venti società araldiche nazionali e membro del consiglio di amministrazione dell'Académie Internationale d'Héraldique, quando nel 1978 il neoeletto papa Giovanni Paolo II chiese che il suo stemma includesse una grande lettera M (per Maria, a significare la sua devozione a Maria, la madre di Gesù), monsignor Heim gli disse che le singole lettere non erano normalmente consentite nei disegni araldici. Visto che il pontefice insisteva, monsignor Heim fece ulteriori ricerche e trovò una tradizione di araldica polacca che incorporava lettere. La M fu restaurata e il pontefice ne fu felice.
Il primo importante lavoro, dopo quello del 1947, fu Heraldry in the Catholic Church, edito nel 1978 e nel 1981, quindi tradotto in italiano nel 2000 a cura della Libreria Editrice Vaticana. Questo libro rimase, almeno fino alla pubblicazione del Manuale di araldica ecclesiastica nella Chiesa Cattolica del cardinale Andrea Cordero Lanza di Montezemolo nel 2014, l'unico esaustivo manuale dell'araldica ecclesiastica, che descrive e cataloga in tutti i suoi aspetti. Seguì nel 1982 Armorial che riportava il Liber Amicorum di monsignor Heim ovvero gli stemmi degli importanti personaggi che lo avevano visitato nella sua sede londinese di Wimbledon e che egli aveva illustrato nel suo Guest Book, con il suo inconfondibile stile. Il suo era infatti uno stile che richiamava le origini più pure dell'arte araldica, fatto di semplicità e immediatezza, a cui univa una particolare originalità spesso coniugata ad una sottile ironia soprattutto nell'illustrazione delle bestie. Armorial fu paragonato da lord Mowbray, nella recensione sul Catholic Herald, ad un vino pregiato che si centellina sorso a sorso. Purtroppo il secondo volume, che doveva contenere altri stemmi della vastissima produzione dell'autore, più volte preannunciato, non vide mai la luce. Nel 1996 pubblicò Oro e argento, opera nella quale si concentrò sul ruolo dei colori nell'araldica. Per essa prese spunto dalla legge araldica che non vuole "metallo su metallo" e "smalto su smalto" e mostra come molti famosi stemmi, più di trecento, l'abbiano disattesa. Anche qui la produzione dell'autore è di pregevolissimo livello.
Fu patrono della Cambridge University Heraldic and Genealogical Society dal 1980 sino alla sua morte e gran priore del Sacro Militare Ordine Costantiniano di San Giorgio.

## Opere
- (DE) Bruno Bernard Heim, Wappenbrauch und Wappenrecht in der Kirche, Olten, Walter AG, 1947.
- (FR) Bruno Bernard Heim, Coutumes et droits héraldiques de l’Église, Paris, Beauchesne, 1949.
- (EN) Bruno Bernard Heim, Armorial: Armorial Liber Amicorum, Gerrards Cross, Van Duren, 1981, ISBN 0-905715-16-0.
- (EN) Bruno Bernard Heim, Heraldry in the Catholic Church: Its Origins, Customs, and Laws, New Jersey, Humanities Press Inc., 1978, ISBN 0-391-00873-0.
- (EN) Bruno Bernard Heim, Or and Argent, Bucks, Colin Smythe, 1994, ISBN 0-905715-24-1.

## Genealogia episcopale e successione apostolica
La genealogia episcopale è:
- Cardinale Scipione Rebiba
- Cardinale Giulio Antonio Santori
- Cardinale Girolamo Bernerio, O.P.
- Cardinale Scipione Rebiba
- Cardinale Giulio Antonio Santori
- Cardinale Girolamo Bernerio, O.P.
- Arcivescovo Galeazzo Sanvitale
- Cardinale Ludovico Ludovisi
- Cardinale Luigi Caetani
- Cardinale Ulderico Carpegna
- Cardinale Paluzzo Paluzzi Altieri degli Albertoni
- Papa Benedetto XIII
- Papa Benedetto XIV
- Papa Clemente XIII
- Cardinale Marcantonio Colonna
- Cardinale Giacinto Sigismondo Gerdil, B.
- Cardinale Giulio Maria della Somaglia
- Cardinale Carlo Odescalchi, S.I.
- Cardinale Costantino Patrizi Naro
- Cardinale Serafino Vannutelli
- Cardinale Domenico Serafini, Cong.Subl. O.S.B.
- Cardinale Pietro Fumasoni Biondi
- Arcivescovo Filippo Bernardini
- Vescovo Franziskus von Streng
- Arcivescovo Bruno Bernard Heim

La successione apostolica è:
- Vescovo John Edward Taylor, O.M.I. (1962)
- Cardinale Basil Hume, O.S.B. (1976)
- Arcivescovo Maurice Noël Léon Couve de Murville (1982)